# Assassin's Creed Odyssey
Assassin's Creed Odyssey és un videojoc d'acció i aventura històrica desenvolupat per Ubisoft i estrenat el 5 d'octubre del 2018. La trama està ambientada a l'antiga Grècia, concretament durant el període de la Guerra del Peloponès. Odyssey és el primer de la saga Assassin's Creed on et donen a escollir quin personatge vols ser. Els dos protagonistes són Kassandra (portadora de l'àguila) i Alexios. Els dos són germans i van néixer a la ciutat grega d'Esparta.